# Melânia Luz
Melânia Luz, född 1 juni 1928, död 22 juni 2016, var en friidrottare från Brasilien. Hon deltog vid olympiska sommarspelen 1948.